# Gebärstreik
Unter einem Gebärstreik wird eine ureigene weibliche Widerstandsform verstanden. Die Weigerung, zu gebären, bezieht sich auf bestimmte gesellschaftliche Entwicklungen und ist folglich mit politischen Forderungen verbunden. Bereits in der Antike greift Aristophanes diese Widerstandsform von Frauen in seiner Erzählung der Lysistrata auf, die den Gebär- und Sexualstreik als ein pazifistisches Kampfmittel gegen den von Männern geführten Krieg und das von ihnen verursachte Leid ausruft. Im weiteren Sinne wird der Begriff jedoch auch als politisches Schlagwort für den seit den 1990er Jahren eingetretenen Geburtenrückgang verwendet.
Der Gebärstreik wird von einem philosophisch motivierten Antinatalismus unterschieden, bei dem sich Menschen (unabhängig vom Geschlecht) bewusst gegen Kinder entscheiden. In diesem Bereich fällt auch die Birth-Strike-Bewegung, deren Anhänger den Klimawandel als Bedrohung für kommende Generationen empfinden und durch bewusste, eigene Kinderlosigkeit einen Beitrag zur Einsparung von Ressourcen leisten möchten.

## Geschichte
Verwendet wurde der Begriff erstmals 1892, als die Feministin Marie Huot auf einer Konferenz zur „grève des ventres“ aufrief, zum Gebärstreik. Die französischen Neo-Malthusianer um Paul Robin glaubten daraufhin, ein Mittel gefunden zu haben, um die Gesellschaftsstruktur im Klassenkampf umzuwälzen: „Durch eine Beschränkung der Geburten würde die Ausbeutung der Arbeiterschaft automatisch zurückgehen, da weniger Arbeitskräfte zur Verfügung stünden. Die Löhne würden zwangsläufig steigen.“
1913 kam es zu einer Debatte in der deutschen und französischen Arbeiterbewegung um einen Gebärstreik als politisches Kampfmittel. Diskutiert wurde vor dem Hintergrund einer noch geächteten Geburtenkontrolle, ob es für Arbeiterfamilien mit weniger Kindern leichter möglich sei, an einem Kampf gegen den Kapitalismus teilzunehmen. Dazu sollte Empfängnisverhütung eingesetzt werden. Clara Zetkin sprach sich in der Gebärstreikdebatte klar gegen Geburtenkontrolle aus, da die Arbeiterklasse in ihrem Befreiungskampf auf Masse angewiesen sei. Rosa Luxemburg unterstützte diesen Standpunkt. Die Ärzte Fritz Brupbacher, Alfred Bernstein und Julius Moses unterstützten den Gebärstreik und sahen ihn als geeignetes politisches Mittel, um sozialstaatliche Forderungen nach besserem Mutter- und Säuglingsschutz zur Geltung zu bringen.
Am 18. Februar 1917 lehnte das preußische Abgeordnetenhaus während einer Debatte über die Familiensituation den Aufruf der Sozialdemokratischen Arbeitsgemeinschaft ab, einen Gebärstreik zu organisieren. Sie wollte damit die Geburt zukünftiger Soldaten verhindern.
Heute ist das innovativ wirkende Südkorea das Land mit der niedrigsten Geburtenrate, weil die Frauen die gesellschaftlichen Strukturen als „patriarchalisch und zutiefst ungerecht“ empfinden.